# Matrice vláknových kompozitů

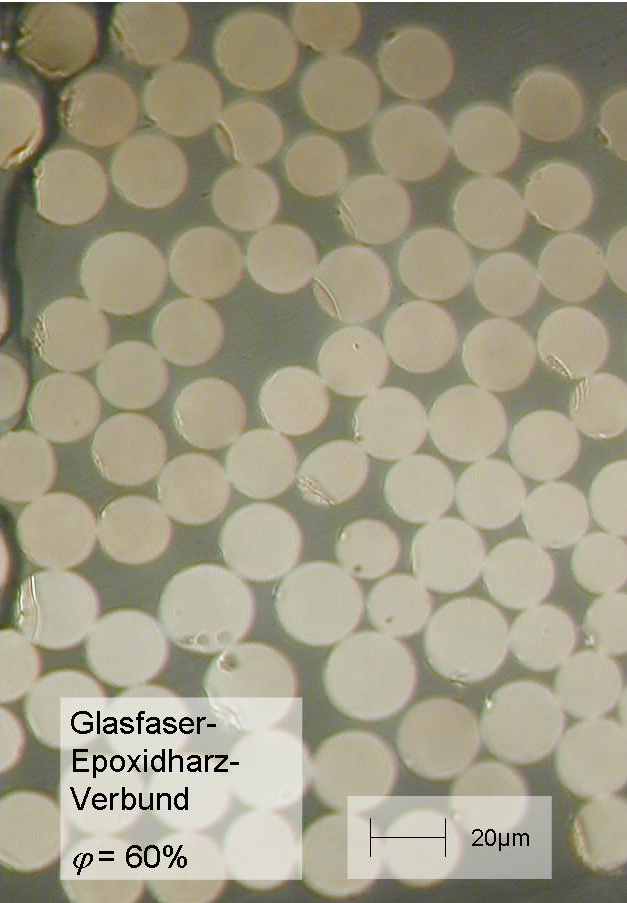
Matrice z epoxidové pryskyřice vyztužená skleněnými vlákny (300× zvětšeno)

Matrice je pojivo výztuže ve vláknových kompozitech.

## Funkce matrice
Vlákna musí být v kompozitu zafixována tak, aby bylo možné zavádění a odvádění zátěže. K přenosu sil dochází s pomocí adheze mezi vláknovou výztuží a matricí.
Úkolem matrice je také chránit výztuž proti vnějším vlivům.
Modul elasticity vláken v podélném směru musí být větší než modul materiálu v matrici.
Tažnost matrice musí být vyšší než tažnost vláken, zatímco pevnost vláken musí být větší než pevnost matrice

## Druhy matric v kompozitech s vláknovou výztuží
Zdaleka nejpoužívanější jsou polymerové matrice, pro speciální účely jsou na matrice vhodné také kovové a keramické materiály a uhlík.
Polymerové matrice se obvykle dělí na reaktoplastové a termoplastové, od kterých se někdy odlišuje malá skupina matric z elastomerů, při čemž se (v roce 2010) více než 90 % matric zhotovuje z reaktoplastů.

## Reaktoplastové matrice
Reaktoplasty (v němčině a angličtině zvané také duroplasty) jsou většinou tekuté i při pokojové teplotě, proto se mohou snadno smáčet a prosáknout mezi vyztužovací vlákna, vytvrzování po spojení s výztuží se však musí podporovat chemickými prostředky. Reaktoplastová matrice obsahuje vytvrzovací a urychlovací prostředky, neobsahuje však (na rozdíl od termoplastů) žádná vyztužovací vlákna.
Kompozitové díly s reaktoplastovou pryskyřicí se po ztvrdnutí resp. zesíťování matrice nedají tvarovat, dají se však použít i při vysokých teplotách a mají vyšší pevnost než kompozity s termoplastovým lůžkem.
Nejpoužívanější druhy reaktoplastů:
| Druhy pryskyřic         | Podíl (%) na spotřebě (Evropa 2005) | Cena US $ / kg (2009) | Způsoby zpracování                    |
| Močovinoformaldehydové  | 45                                  | 1,50-1,80             | BMC, RTM, IM (¹)                      |
| Fenolické               | 38                                  | 1,70-1,90             | kontakt. laminace, prepregy, pultruze |
| Nenasycené polyesterové | 8                                   | 3,30-4,30             | lisování SMC, TMC                     |
| Melaminoformaldehydové  | 7                                   | 2,10-2,20             | kontakt. lamince, BMC, RTM, IM        |
| Epoxidy                 | 2                                   | 2,50-2,70             | prepregy                              |

(¹) Technologie zpracování matric:
RTM – Resin Transfer Moulding = prosycování výztuže nízkoviskózní pryskyřicí
v uzavřené dvoudílné formě
SMC – Sheet Moulding Compound = vláčný ohebný prepreg z polotuhé směsi matrice,
vláken, ztužujících přísad, plniv a dalších aditiv pro lisování
TMC – Thick Moulding Compound = podobně jako SMC, ale s větší tloušťkou polotovaru
IM – Injection Moulding = vstřikování směsi polymeru a krátkých vláken
BMC – Bulk Moulding Compound = směs pryskyřice a krátkých vláken, používaná pro
lisování
V Evropě bylo v roce 2005 vyrobeno asi 1,2 miliony tun kompozitů, z toho více než 90 % s reaktoplastovými matricemi.

## Termoplastové matrice
Termoplasty zkapalňují až při teplotách nad 200 °C. Kompozity s termoplastickou matricí se mohou dodatečně tvarovat nebo svařovat. Po schlazení matrice jsou kompozity hotové k použití, dají se skladovat na neomezenou dobu, při zvýšené teplotě však změknou. Se zvýšeným obsahem vláken v kompozitu klesá sklon ke zkrucování.
Termoplastové matrice jsou vždy vyztuženy textilními vlákny. Zpravidla se rozeznávají matrice
- s obsahem 15-50 % krátkých vláken (cca 0,2 mm)
- s obsahem až 80 % dlouhých vláken (do 25 mm)
- vyztužené tkaninami nebo rohožemi

Nejpoužívanější druhy termoplastů:
| Druhy pryskyřic                                                                           | Cena US $ / kg (2009) | Způsoby zpracování |
| Polypropylen                                                                              | 1,10-1,20             | IM, GMT (²)        |
| Aromatické polymery: Polyetheretherketon (PEEK) Polyphenylensulfid (PPS) Polysulfon (PSU) | 4,50-16,50            | IM, GMT, prepregy  |
| Termoplastické polyimidy                                                                  | nad 150               | IM, GMT, prepregy  |

(²) GMT – Glass Mat Thermoplastic = tváření termoplastických desek obsahujících vyztužující vlákna (rohože)

## Elastomerové matrice
se vyrábí z polyuretanové pryskyřice a zpracovávají na kompozity technologií navíjení.
Z kompozit se dají vyrábět konstrukční díly na ohebné výrobky, např. hnací hřídele, spojky, klínové řemeny a tzv. pneumatické svaly.

## Přilnavost vláken k matrici
Kvalita vzájemné vazby výztuže s matricí má značný vliv na mechanické a termické vlastnosti kompozitu. Ke zvýšení přilnavosti se proto textilní vlákna napouští šlichtou nebo vhodnými chemikáliemi, případně se ozařují (aramidová vlákna) ultrafialovými paprsky. Váhový podíl šlichty obnáší zpravidla 1,5 %, do šlichty se přidává 0,05 % silanu, nejčastěji tzv. organosilanu.

## Vytvrzování matrice
je složitý proces spojený s vývojem tepla, zvýšením viskozity a zmenšením objemu. Některé technologie vyžadují přídavek urychlovače, velmi důležitou charakteristikou vytvrzovacího procesu je tzv. doba gelace (želatinace).
Například pro výrobu prepregu se pryskyřice musí dostat z kapalného stavu do předvytvrzeného stavu (tzv. resitol), v němž již pryskyřice neteče, je ale lepivá a po ohřátí se dotvrdí. Konečný stav vytvrzené pryskyřice, tzv. resit, se vyznačuje nelepivostí, nerozpustností a vysokou teplotou.
U tenkých laminátu se dá použít vytvrzování svazkem elektronů, které způsobuje polymerizaci a zesítění pryskyřice citlivé na ozáření. Dále lze použít rentgenové paprsky a mikrovlnný ohřev.
Nové je použití ultrafialového záření (UV) u pryskyřice s přidanými fotoiniciátory.